# 杰拉尔德·大卫
杰拉尔德·大卫（Gerard David，1460年—1523年），文艺复兴时期欧洲荷兰画家。他主要在布鲁日和安特卫普从事创作。他专长于描绘基督的家庭生活场景，这是一个为许多他的同时代人所仿效的流行主题。

## 扩展阅读
- 本条目包含来自公有领域出版物的文本: Chisholm, Hugh (编).  (第11版). London: Cambridge University Press. 1911.